# 日本麻将规则
日本麻將規則是日本立直麻将的相关游戏规则。实际上，虽然基本规则相似，但在各地乃至各个牌庄间日本麻将的规则仍有较大的出入，并没有像国标麻将一样的标准化规则文本。本文介绍於关东地区较为常见的一般性规则，并给出常见的规则差异点以供参考。

## 概述
关于日本麻将的麻将牌及游戏的基本概念，请参见日本麻将。

### 道具
日本麻将使用的道具主要包括136张麻将牌、2枚六面骰子以及若干用于记录点数的点棒。详细请参见日本麻将的道具。

### 目标
一般情况下，在游戏结束时拥有最多点棒数的玩家即为胜者。

### 游戏长度

#### 局
局是日本麻将的最小长度单位，以「东南西北」及「一二三四」的数字依次命名，例如「东二局」和「南四局」等，同一局游戏中庄家为同一人。在发生轮庄的情况下，洗牌、码牌、掷骰子、配牌、摸打直至有人胡牌或者流局时即为一局结束；若出现连庄，则游戏继续，并且不进入下一局。这时，下一回合游戏会以「XX局m本场」命名，「m」为连庄次数（首次上庄也可计为0本场），如「东二局3本场」，即意味着本局游戏庄家已连庄3回合。

#### 半莊
日本麻将常常以半莊为单位进行，一个半莊有东场和南场两部分，共包括8局。游戏由东一局开始，顺次经过东二局、东三局、东四局，东四局完结后南入进入南一局，再顺次直至南四局完结即宣告游戏结束。除了半莊之外，日本麻将的部分游戏长度还有：
| 半莊     | 半莊     | 半莊     | 半莊     | 半莊     | 半莊     | 半莊     | 半莊     |          |          |          |          |          |          |          |          |
| 东场     | 东场     | 东场     | 东场     | 南场     | 南场     | 南场     | 南场     | 西场     | 西场     | 西场     | 西场     | 北场     | 北场     | 北场     | 北场     |
| -------- | -------- | -------- | -------- | -------- | -------- | -------- | -------- | -------- | -------- | -------- | -------- | -------- | -------- | -------- | -------- |
| 东 一 局 | 东 二 局 | 东 三 局 | 东 四 局 | 南 一 局 | 南 二 局 | 南 三 局 | 南 四 局 | 西 一 局 | 西 二 局 | 西 三 局 | 西 四 局 | 北 一 局 | 北 二 局 | 北 三 局 | 北 四 局 |
| 东风战   |          |          |          |          |          |          |          |          |          |          |          |          |          |          |          |
| 一莊战   |          |          |          |          |          |          |          |          |          |          |          |          |          |          |          |

东风战
只进行东场，即东一局至东四局的游戏，游戏长度相比半莊东南战缩短一半。
一莊战
在半莊南场结束后，依次西入进入西场和北入进入北场，共计16局的游戏规则。因為遊戲時間過長（即使讓四位日本麻將老手不中途結束打完一莊戰的話，也大約需要60至90分鐘或以上），也容易使玩家有足夠時間湊出能足夠擊垮對手的牌型，因此要完整的打完一莊戰是非常不容易的事情，加上一莊戰的基本點棒數並沒有一定的準則，所以日本国内较为少见，而在牌局速度比較快的中国大陆及台湾麻将中较为常见。半莊即是指一莊的一半之意。
每局清算
不使用点棒，每局结束就直接清算，可以看作东一局重复进行。因为减少很多附加的分数规则，计算起来简单很多。
此外，虽然长度同为半莊，但也有并非东南战的规则存在。
东北战
半莊两场分别为东场和北场。
东东战
半莊两场均为东场。
在半莊结束前的最后一局（多数情况下为南四局），或其他规则下相应的最后一局均被命名“All Last”（日语：オーラス），为最后一局之意。与普通局不同的是，部分规则下该局不允许莊家连莊，因此此时未取得第一名的玩家常常试图做出较高分数的牌型以争取头名。也有部分规则允许“All Last”（日语：オーラス）连莊。这种情况發生後開始的回合被称为、...。
请参见本页后半的连莊与轮莊。

### 游戏人数
日本麻将一般为四人进行。每一局中，四位玩家中有一人是庄家（親），其他三人为闲家（子）。每局的庄家都被称为东家，从庄家开始逆时针方向三家顺次为南家、西家和北家。其中的“东南西北”与四人所坐的方位并无关系。
坐在己方左手侧的玩家称为上家，右手侧的称为下家，对面的玩家称为对家。

## 游戏进行前的准备
在游戏开始前，必须进行相应的准备工作。

### 座位的决定
常见的座位决定方法主要有以下几种：
- 各人挑选自己想要坐的位置；
- 取东、南、西、北、一筒、二筒，六張牌各一张，由其中一位玩家背面朝上混洗，后交由對家擲骰子，按骰子數字逆時針決定下位擲骰子，再擲一次骰子，決定東位位置；再交骰子予「東位」的人再擲一次，擲完後打開六張牌，一筒二筒往邊靠(e.c:北南2西1東 -> 2北南西東1)，先按骰子數字是雙數或是單數定從取牌次序從左到右或右到左，再按數字逆時針決定先取風牌的玩家。取到風牌的玩家，按「東位」的位置就坐，東風坐東位，南風坐南位，如此類推.
- 抽取东、南、西、北四种子牌各一张，背面朝上混洗后交由各人抽取。抽到东者可以首先挑选自己想要的位置，随后是抽到南者挑选，以此类推。

### 第一局游戏庄家的决定
第一局游戏的庄家一般按照以下方法决定：
1.座位决定后，处在地理“东”的位置的人掷两枚骰子；
2.由掷骰子人起，逆时针数至骰子掷出的数目，该人即为临时庄家（仮親）；
3.临时庄家再掷两枚骰子，同样数至掷出数目者，该人即为第一局的庄家。
也有为简单起见，直接由东位者担任庄家或掷一轮骰子即决定庄家的情况。

## 游戏的进行
以下简要介绍日本麻将一局的流程。

### 配牌

#### 洗牌和砌牌
在每局游戏开始时，将所有麻将牌混洗好并背面朝上码成牌山的过程。每位玩家都要在自己面前码牌，长度为17墩，每墩上下各一张。这些码好的牌被称为牌山或牌牆。如果使用的是全自动麻将桌，则机器会自动完成这一过程。

#### 开门
将牌山码好之后，由本局庄家掷两枚骰子，根据掷出的数目，由庄家起逆时针数至某家，此玩家即在面前的牌山中开门。开门的位置是从牌山的右侧数起，数至与骰子掷出数目相同的墩数，分开此墩与其左侧的一墩牌。开牌点左侧的两墩即为庄家第一轮配入的牌。
庄家配入这两墩共4张牌，随后，南家取得在其左侧的两墩4张牌，并依次向下直至每人均配入两墩4张牌。庄家再继续順时针配入两墩牌，然后重复上述过程，直至每人配入12张牌。
庄家取得剩余牌山中顺次第一墩和第三墩的上张牌共2张，其他闲家依次各取1张。最终庄家共配牌14张，闲家配牌13张。

#### 王牌

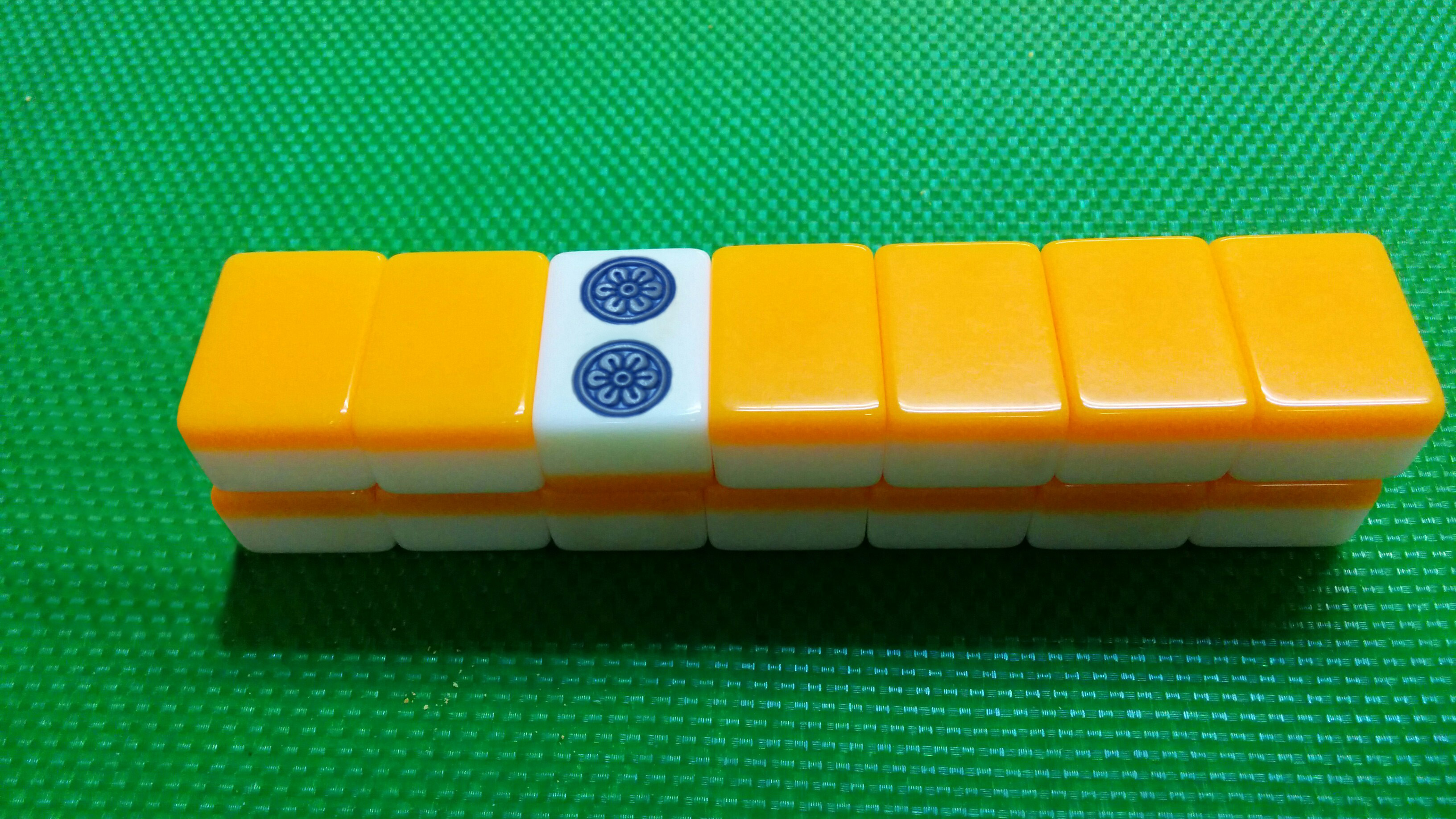
王牌區，莊家於第3墩上層翻開表宝牌指示牌。

在开门位置右侧的7墩14张牌组成王牌。王牌并不用来摸牌，而是用来开岭上牌和翻出宝牌指示牌。
岭上牌是王牌最靠近開門位置的两墩4张，用来在开杠时补入手牌。由于岭上牌仅有4张，因此一局中开杠的最大数目也被限制为4次，超过的杠一律不得开出，也有四杠流局的规定。
从开门位置起在王牌中数出第三墩，翻开此墩的上张牌，此牌为宝牌指示牌，用于指示游戏每局中的宝牌。请参见本页下方的宝牌。
狭义的壁牌是指牌山中除了王牌以外的其他牌。为区分王牌和壁牌，一般会将其与牌山稍稍分开一段距离。
请参见途中流局、宝牌。

### 摸打
配牌结束后，即进入摸打环节。先由庄家从14张手牌中打出1张，接着庄家的下家从壁牌中顺序摸入一张，再打出一张，并以此顺序类推，直至有人胡牌或流局。每一轮摸打被称为一巡。以全副136張麻雀來計，扣掉14張王牌，若過程中沒有人上、碰、槓牌，一局裏應當有17.5巡。在特定条件下，可以取得其他玩家的舍牌，即副露。

#### 摸打的目标
摸打的基本目标是将手牌通过不断摸入打出组成包含至少一种役的胡牌牌型，且尽可能包括较高的番数和符数，以从胡牌中获得高得点，并最终在整盘游戏中获胜。
请参见日本麻将的和牌牌型列表，日本麻将的得点计算。

#### 摸打的过程
日本麻将的摸打与国标麻将等玩法并无太大区别。但摸打时，先按顺序从牌山(山)中摸入一张牌。基本上，当上家打出牌后本方即可摸牌，但严格来说，只有当上家打牌后，包括本方的其他三家没有#副露的行为时才可摸入。另外，如果上家打出的是河底牌则本方无法摸牌。
摸牌后，将任意一张牌放置在桌上的行为称为打牌。须注意的是在日本麻将中，打出的牌须在自己面前、牌桌中央按6张一列整齐排列，以便其他玩家查看。与牌山(山)相对应，这些舍弃的牌所处的位置被称为河。在一局中，如果从配牌开始直到荒牌，某位玩家所打出的牌都是幺九牌，且均未被别家鸣牌过，则成立“流局满贯”役。
摸牌后，除非自摸胡牌或杠牌以外，必须打出一张牌。因此两者合称“摸打”。
除了摸牌外，当吃、碰后，以及开杠摸入岭上牌后也需要打出一张牌。打牌时，副露以及暗杠中的牌是无法打出的。
详细请参照副露，杠，海底 (麻将)，流局满贯。

#### 胡牌
日本麻将的胡牌要求包括：
- 满足本局的翻数要求，一般是1翻，即要求胡牌牌型必须有一个以上的役。需要注意的是宝牌虽然在计算点数时算翻，但是单凭宝牌的翻数是无法胡牌的。
- 没有处在振听状态，或者在振听状态下自摸胡牌。

与其他规则相似，日本麻将的胡牌方式也分为两种。一种是自己摸上所听的牌，称为自摸和（日语：自摸和（ツモホー/ツモアガリ））；另一种是胡别家打出的舍牌，称为荣和（日语：。此外，也有一种特殊的胡牌方式，即枪杠。虽然枪杠胡的牌既非自己摸上也非别家舍牌，但计算点数时一般按荣和处理。值得留意的是，雖然日本麻將可以自摸，但自摸並不算為役的一種（除了門前清自摸和為1翻之外），有別於其它麻將，自摸會計算為1番。

#### 流局
流局是指在没有胡牌的情况下一局结束。流局时没有胜者，但仍可能发生点棒的收付。流局具体可以分为荒牌平局和途中流局两种。

##### 荒牌平局
当除了王牌以外的所有壁牌都已经被摸打完，而又没有人胡牌的情况下，即构成荒牌平局（日语：ホワンパイピンチュー、こうはいへいきょく），也被简称为荒牌。不过在发生流局满贯的情况下一般不认为是荒牌而是当作自摸胡牌处理。
不听罚符
当荒牌发生时，听牌者可以向所有玩家展示手牌，然后各玩家会以听牌为基准相互收付点棒，具体准则为：
- 全部听牌或全部未听时，不发生点棒收付；
- 一人听牌三人未听时，未听者各支付1000点点棒，听牌者收入3000点点棒；
- 两人听牌两人未听时，未听者各支付1500点点棒，听牌者各收入1500点点棒；
- 三人听牌一人未听时，未听者支付3000点点棒，听牌者收入1000点点棒；

后三种情况可以看作未听者共支付3000点，然后点棒在听牌者间平均分配。因而这个规则也被称为“不听罚符每场3000点”。
一般情况下，即使是没有翻的形式听牌以及已经没有可胡牌的死听、空听也会当作听牌处理。
与立直相关的规则
荒牌平局后，立直者必须向所有玩家展示手牌。如果被发现是虚假立直则会受到惩罚，具体参见违规及处理。
请参见连庄与轮庄。

##### 途中流局
当一局中满足某些条件时，可以宣布途中流局，此局立即结束。此时庄家继续做庄，本场数加一，增加一枚场棒，场上所有立直棒累计至下局。途中流局包括强制流局和选择流局，主要的途中流局条件包括：
- 九种九牌

配牌后某玩家手牌中包括9种以上(含)的幺九牌，此时该玩家可以选择公开手牌并宣布流局。
- 四杠散了

一局途中四家共开出四个杠(含大明杠，暗杠，加杠)，强制流局。但须注意的是如果四个杠是由同一家开出则并非流局而是役满四杠子。
- 四风连打

第一巡中四家连续打出同一张风牌，强制流局。
- 四家立直

四家相继宣布立直，强制流局。
- 三家荣和

某家的捨牌导致三家同时荣和，强制流局，且荣和均不计点。
- 违规

局中发生违规行为时强制流局，具体请参见违规及处理。

#### 一局结束
在胡牌或流局时，一局结束，之后将清算本局得点，并进入下一局或本局下一本场。

### 游戏的结束
半庄战的南四局以及东风战的东四局也被称为“All Last”（日语：オーラス），意指最后一局。“All Last”完成后即表示游戏结束，之后将最终清算点数以及确定胜负关系。如果是赌博麻将的话也会在此时进行赌资的清算。不过“All Last”也可能持续不止一局。如果规则允许“All Last”连庄，则“All Last”局庄家可能会以连庄进行多个本场。此外，若“All Last”局结束时，所有玩家点数均不超过30000点时则会延长比赛。对于半庄战这个过程被称为“西入”，而对东风战则是“南入”。
对于西入的情况，游戏顺序进入西一局至西四局。如果西四局之后仍未决出胜者则会继续北入、东入……以此类推。南入的情况与之类似。此外，为了缩短游戏时间，也有规则规定在西入和南入时当有玩家达到30000点时比赛立即结束。
对于东东战而言，则是继续进行东五局至东八局乃至东十二局等。
游戏结束后的点数清算请参见后半的点数清算规则。
在游戏过程中，如果有人在一局分数结算完毕后为负分，则游戏立即结束，此时负分者被称为箱（日语：ハコ）或飞人（日语：とび、ぶっとび）。点数清算时同样用负分参与清算。

## 游戏规则

### 宝牌

#### 宝牌的确定
宝牌指示牌的下一张即为宝牌（日语：ドラ）。具体顺序是：
- 若宝牌指示牌为数牌，则为同色牌的下一张，且循环往复。如指示牌>宝牌,指示牌>宝牌；
- 若宝牌指示牌为四风牌，则按照东>南>西>北>东的顺序指示宝牌。如指示牌>宝牌，指示牌>宝牌；
- 若宝牌指示牌为三元牌，则按照白>发>中>白的顺序指示宝牌。如指示牌>宝牌，指示牌>宝牌。

#### 宝牌的种类
宝牌可以分为“表宝牌”、“杠宝牌”、“裏宝牌”三类，部分规则中还有“红宝牌”，下面分别介绍。
- 表宝牌

表宝牌是由每局配牌时在王牌中翻出的宝牌指示牌所指示出的宝牌。
- 杠宝牌

当局中有人开杠摸入岭上牌后，在表宝牌指示牌的右侧再翻出一张宝牌指示牌，即为杠宝牌指示牌，其所指示的牌即为杠宝牌。
- 裏宝牌

在表宝牌指示牌和杠宝牌指示牌同一墩的下面一张牌即为里宝牌指示牌。里宝牌指示牌平时不翻出，只有立直胡牌的人才能翻出查看。裏宝牌指示牌所指示的牌即为里宝牌。
- 红宝牌

在某些地區还有红宝牌的规则，红宝牌包括以下三种各一张：
〔另外也有多使用一张，使用4张红宝牌的规则〕

#### 宝牌的计翻
当手牌中有上述任意一种宝牌时，在胡牌是可以各计为一翻。宝牌的翻数可以累计，这包括两个方面：
- 当手牌中有多张宝牌时，宝牌数累计。

如宝牌指示牌，而手中有的暗刻，则宝牌数为表宝牌3+红宝牌1，累计4宝牌4翻；
- 当开出的多张宝牌指示牌为相同的牌，则手中宝牌累计计算。

如表宝牌指示牌和里宝牌指示牌同为，而手中有的暗刻，则宝牌数为表宝牌3+里宝牌3，累计6宝牌6翻。
需要注意的是，由宝牌得到的翻数只能用来胡牌后计翻，而不能作为胡牌所需的翻数。即是当手牌无役时，即使持有宝牌也不能胡牌。

### 杠
杠是指麻将进行中构成杠子的行为。大体可以分为大明杠、暗杠、加杠三种。其中加杠又称为小明杠。大明杠和加杠(小明杠)合称明杠。

#### 杠的进行
暗杠和加杠是在本方摸牌后，而大明杠则是在其他玩家打牌后进行，依次：
1. 喊出“杠(日语：カン)”
2. 将杠子的4张牌公开
3. 摸岭上牌
4. 打出一张牌

需要注意的是搶槓，加杠仅在没有人搶杠的情况下成立，若有人搶杠则杠不成立，也没有杠宝牌；而國士無雙無論是暗槓、大明槓、加杠均能搶槓，一樣杠不成立，亦没有杠宝牌。如果在取得岭上牌的时候自摸，则岭上开花役成立。如果取得的岭上牌又构成了新的杠子，则直接跳从上述过程的1开始重复进行。
杠宝牌一般在取得岭上牌时翻出，也有规则规定暗杠在取得岭上牌时翻出，而明杠则是在打牌之后翻出。

#### 杠的种类

##### 暗杠
| 牌背 · 七索 · 七索 · 牌背 |
| 中 · 牌背 · 牌背 · 中     |

暗杠是指本方手牌中有4张一样的牌，将其组成杠子的行为。在立直后，如果摸入可以暗杠的牌，且该杠子不会改变原有的听牌，则也可以开暗杠。暗杠后手牌仍为门清。
进行暗杠要在本方摸牌后先喊出“杠(日语：カン)”，并将杠子的四张枚牌放置在桌上本方的右侧方可成立。此时的杠子被称为“暗杠子”。为区别“明杠子”，需要将四张牌中间或两端两张的牌背朝上放置。
一部分麻將遊戲（單機遊戲、網路遊戲等）的暗槓表示方式為（橫放的牌向左或向右並無分別，下方各示例亦同）或。

##### 大明杠
| 上家的場合                |
| 七索 · 七索 · 七索 · 七索 |
| 對家的場合                |
| 七索 · 七索 · 七索 · 七索 |
| 七索 · 七索 · 七索 · 七索 |
| 七索 · 七索 · 七索 · 七索 |
| 下家的場合                |
| 七索 · 七索 · 七索 · 七索 |

大明杠是指当己方手牌已有暗刻子，取得其他玩家打出第四张牌时组成的杠子。一般规则是大明杠相较吃牌优先，但也有按发声顺序决定的规则。
部分规则规定，大明杠后如果发生岭上开花，则自摸点数由导致大明杠的玩家一人承担，被称为大明杠包胡。
杠牌后，将杠子放置于桌子的右侧。为了表明大明杠的对象，如果杠的牌来自上家则将杠子的左侧一张牌横置，如果来自下家则将杠子的右侧一张牌横置，如果来自对面则将中间任意一张牌横置。

##### 加杠
| 上家的場合         |
| 七索 · 七索 · 七索 |
| 對家的場合         |
| 七索 · 七索 · 七索 |
| 下家的場合         |
| 七索 · 七索 · 七索 |

加杠是在己方通过碰牌取得明刻子之后，摸入第四张牌而组成的杠子。为区分大明杠和加杠，加杠后须将所摸的牌直置或平行橫置于原明刻子的横置牌之上。

#### 杠的有利与不利之处
有利之处
- 杠子相比刻子有更高的符，在计算得点时比较有利
- 取得岭上牌可以视作多一次摸牌
- 杠数牌可能会破坏对手手牌
- 有机会组成岭上开花、三杠子、四杠子等役
- 增加宝牌

不利之处
- 由于组成杠子，打牌的选择會變少
- 杠子本来可能会与其他手牌组成面子，杠之后可能使手牌受损
- 公开杠子会给予其他玩家关于自己手牌的情报
- 对其他玩家而言宝牌同样增多
- 大明杠会破坏门清（暗杠则不会破坏。因为加杠的前提条件是副露，所以加杠必然非门清）
- 加杠时有被枪杠的风险

### 副露
副露是指玩家利用别家打出的牌完成自己手牌的面子的行为。副露包括吃牌(日语：チー)，碰牌(日语：ポン)和大明杠(日语：カン)。取得别家打出的牌以完成胡牌的荣和不是副露。进行副露的行为也被称为鸣牌。
如果没有副露，则手牌处于门清状态。

#### 碰牌
| 上家的場合         |
| 八萬 · 八萬 · 八萬 |
| 對家的場合         |
| 八萬 · 八萬 · 八萬 |
| 下家的場合         |
| 八萬 · 八萬 · 八萬 |

手牌中存在两张一组的对子时，取得其他玩家打出的第三张以组成明刻子的行为被称为碰牌。进行碰牌的顺序是：
1. 在其他玩家打牌后喊出碰(日语：ポン)
2. 将手牌中已有的两张公开，并将三张一起放置在桌上右侧
3. 打出任何一张

同大明杠一样，碰牌也需将特定牌横置以表明碰牌的对象。

#### 吃牌
| 五索 · 四索 · 六索 |

当手牌中存在搭子的时候，取得上家的打牌以完成顺子的行为被称为吃牌。进行吃牌的顺序是：
1. 在上家打牌后喊出吃(日语：チー)
2. 将手牌中已有的两张公开，并将三张一起放置在桌上右侧
3. 打出任何一张

吃牌须将吃入的牌横置以明确表明。

#### 吃换 
吃换(日语：喰い替え)是指吃入已完成顺子的行为，大部分情况下这种行为是被禁止的。例如当手牌中已有数牌345索，吃入上家的6索后不可立即打出3索。不过该巡打出其他牌，下一巡再打出3索并不受限。此外，打出的牌如果并不与吃牌组成顺子也不受限。如手牌234567索，吃入8索并打出2索不被禁止。

#### 副露的优先顺序
一般情况下副露按照
胡牌>碰牌/明槓>吃牌
的顺序进行。即打牌同时满足两家的两种副露时从左到右依次考虑。由于胡牌优先于一切副露，因此当某家的打牌同时满足胡牌和大明杠时，若前者成立则大明杠不成立，既无杠宝牌也不会计枪杠。此外也有按发声顺序决定顺序的规则；一般採用這個規則時，要吃牌的人應先等待2~3秒讓碰牌的玩家決定要不要碰。

#### 副露的不利
副露虽然可以迅速完成手牌，但存在很多不利之处，包括：
- 可能会被其他玩家知道自己目标役的情报
- 减少了手牌的自由度
- 鸣牌后会丧失立直的权利，因而无法计算里宝牌
- 鸣牌后某些役无法成立，另一些会降低翻数（详见下）

鸣牌后无法成立的役
立直、双立直、一发、平和、一杯口、二杯口、四暗刻（不會副露）、九莲宝灯（不會副露）、七对子（不會副露）、天和（不會副露）、地和（不會副露）、国士无双（不會副露）
鸣牌后降低翻数的役
- 二翻->一翻

三色同顺、一气通贯、混全带幺九
- 三翻->二翻

混一色、纯全带幺九
- 六翻->五翻

清一色
- 其他

特别的是，断幺九如果有“喰断”规则的则不会影响鸣牌（否则断幺九必须门前清）；某些役在鸣牌后会变为另外的役，也可看作鸣牌降低翻数，包括四暗刻(役满)->对对胡(二翻)、九莲宝灯(役满)->清一色(五翻)。

### 听牌

#### 振听
振听(日语：フリテン)是日本麻将的特有规则，指某些情况下玩家的胡牌会受到限制的规则。触发振听主要包括以下三种情况：
1. 舍牌振聽：玩家手牌和自己打出的任何牌，包括被其他玩家用作副露的牌，可湊成胡牌。
2. 同巡振聽：听牌（未立直）后玩家放过了别家打出的放铳牌。
3. 立直振聽：玩家立直后，放过了别家打出的放铳牌，或打出了自摸牌。

这三种情况下，玩家就进入了振听状态。此时玩家无法荣和，但是可以自摸。无法荣和不仅意味着无法荣和导致振听的一张牌，而是所有可能荣和的牌均无法荣和。
例如，宣布立直时玩家手牌为，即听，而此前某巡曾打出过，或因为谋求断幺九、三色同顺而放过了对面打出的时，即进入了振听状态。此时均无法荣和，而只能自摸胡牌。
振听状态的长度不一。对于情况1和3，振听状态持续至本局结束；而对情况2，振听状态只持续一巡，己方下一次摸牌后振听状态即宣告解除。(同巡振听)此外，对于情况1，如果变换了手牌，使得当前听牌不再包含曾打出过的牌，则振听状态也会自动解除。同上例，如果玩家摸入并打出，则听牌变为了与的双碰听牌，若此前没有打出过这两张牌，则振听状态会自动解除。
振听的规则十分有利于防守。由于在日本麻将中和自摸相比，出铳的罚点一般是三倍左右，因此借助振听规则选择安全牌打出是一种很常见的防守策略。

#### 暗听
暗听的意思就是相对立直来说的。例如：某方玩家在门清的情况下听牌了，他可以选择立直亦可不立直，若不立直则构成暗听。同样的道理，在有鸣牌的情况下听牌也算暗听。

#### 形式听牌
形式聽牌就是雖然有聽牌，但手牌中並無足夠的胡牌役（不計懸賞牌），如果他人打出的牌也不能和则同样被视为振听（此时在轮到自己一巡之前另一家打出的牌同样无法河底捞鱼或者抢杠）。形式听牌也可以在流局时得到不听罚符的点数。

#### 空听
空听指虽然听牌，但所听的牌已全部被打出或用作副露。虽然空听没有任何胡牌可能，但是由于荒牌流局时空听也被作为听牌考虑，选择空听可以避免不听罚符。如果是自己的牌都被用上了从而没有胡牌的希望，则称为纯空听（日语：純カラ）。
例1：因副露及宝牌指示牌而造成空听
王牌区：
某人的副露：
自己的手牌：      
听七筒，不过四个七筒都已经亮明了，所以就明显没有胡牌的机会。
例2：纯空听
可以理解成一万和四万单骑听牌，不过所有的一万和四万都已经全在自己手里面，同样也无法胡牌。但須注意，上述例子部份規則（如：天鳳）仍視為未聽，同樣會受到未聽罰符的懲罰。

### 门前清
所谓门前清（亦称门清）是指在打牌过程中没有鸣牌（暗杠除外）。应该注意到只有在门前清的情况下才能“立直”，同时门前清状况下若自摸和牌则会追加一役（即“门清自摸”或“门前清摸和”），算为一番；荣和则不会追加。

### 连庄与轮庄
當親家和了或流局且親家聽牌時，不進入下一局而進入下一本場，本場數加一。若發生任何途中流局，亦進入下一本場。

## 点数清算规则

### 马
日本麻将也有“马”的玩法。在日本麻将中，“马”也叫“差马”或“顺位马”。

#### 马身
马身也就是指被设定为“差马”的玩家。
在有“差马”规则的日本麻将打法中，开局之前可以让各位玩家各自确定一个“差马”。例如，玩家ABCD在开局时候（这里指的是决定庄家和玩家位置之前），玩家A认定玩家B为“差马”，那么到完场的时候按照顺位来看，若玩家B在顺位中处于第三位或第四位，则应该按照约定赔付玩家A相应数额的额外点数；若玩家B在完场时处于第一位或第二位，则玩家A应该赔付玩家B相应数额的额外点数。在设定“差马”的时候可以是除本人以外的另外三家中的任意一方玩家，每个玩家不能将自己设定为“差马”，并且每个玩家只能设定一个“差马”。
“差马”的作用在于对游戏刺激的补充。例如，玩家ABCD开局时,A设定B为“差马”，到完场时，A的顺位是第三位，而B的顺位在第四位，这时，按照“差马”的规定，B向A支付相应的额外点数，本来A的顺位在第三位，但是由于他获得了额外的利益，则有可能顺位发生变化。又比如，A设定C为“差马”，完场时A顺位是第一位，C是第二位，此时A应该支付C额外的点数，此后A很可能排名下降。
由此可见，“差马”有利有弊，凡是允许“差马”规则的雀局，在开局之前都有机会来设定“差马”。当然，玩家若追求稳健，也可以不参加“差马”的设定，但是要注意的是被设定成“差马”的玩家也就强制参与了“差马”，除非在自己不被设定成“差马”并且自己也不设定“差马”的情况下才不会受“差马”规则的限制。

## 常见规则差异点
日本麻將的基本規則是一翻起胡。雖然部分役種與廣東麻將等的傳統麻將一樣，但不同的是日本麻將在自摸時不會另加一翻（除非是門前清自摸和）。另外，傳統麻將即使把之前的牌打出仍然可以胡之前打出的牌。因為日本麻將在玩家把牌打出時必須把牌在面前按順序六張牌為一行排列，所以有一種規則叫振聽，玩家手上拿著二三四五萬，但玩家之前已經把二萬打出。此時已經進入振聽狀態，即二萬五萬均不能榮和，自摸除外。不過如果玩家摸到一萬把五萬打出，而之前均未打過一萬四萬，玩家可榮和。